# David Ricketts
David Edward Joseph Ricketts (Londres, 7 de octubre de 1920–11 de agosto de 1996) fue un deportista británico que compitió en ciclismo en la modalidad de pista, especialista en la prueba de persecución por equipos.
Participó en los Juegos Olímpicos de Londres 1948, obteniendo una medalla de bronce en la prueba de persecución por equipos (junto con Alan Geldard, Thomas Godwin y Wilfred Waters).

## Medallero internacional
| Juegos Olímpicos | Juegos Olímpicos       | Juegos Olímpicos  | Juegos Olímpicos        |
| Año              | Lugar                  | Medalla           | Competición             |
| ---------------- | ---------------------- | ----------------- | ----------------------- |
| 1948             | Londres ( Reino Unido) | Medalla de bronce | Persecución por equipos |